# Breakbeat
Breakbeat (tudi breaks) je glasbena zvrst elektronske plesne glasbe, katere glavna značilnost je, kot namiguje njegovo ime, da nima enakomerno poudarjenega ritma, ampak je ta "zlomljen", kar ga razlikuje od večine zvrsti elektronske plesne glasbe.

## Podzvrsti
- big beat
- broken beat
- acid breaks
- Florida breaks
- nu skool breaks
- progressive breaks